# لنس کینسی
لَنس کینسی (انگلیسی: Lance Kinsey؛ زادهٔ ۱۳ ژوئن ۱۹۵۴) یک هنرپیشه اهل کانادا است.
از فیلم‌ها یا برنامه‌های تلویزیونی که وی در آن نقش داشته است می‌توان به دانشکده پلیس ۲، دانشکده پلیس ۳، اسلحه پر ۱ و دانشکده پلیس ۴ اشاره کرد.